# Пайтуни (Ольштинський повіт)
Пайтуни (пол. Pajtuny, нім. Pathaunen) — село в Польщі, у гміні Пурда Ольштинського повіту Вармінсько-Мазурського воєводства.
Населення — 129 осіб (2011).
У 1975-1998 роках село належало до Ольштинського воєводства.

## Демографія
Демографічна структура станом на 31 березня 2011 року:
|          | Загалом | Допрацездатний вік | Працездатний вік | Постпрацездатний вік |
| -------- | ------- | ------------------ | ---------------- | -------------------- |
| Чоловіки | 60      | 13                 | 43               | 4                    |
| Жінки    | 69      | 18                 | 43               | 8                    |
| Разом    | 129     | 31                 | 86               | 12                   |